# Geslacht!
Geslacht! was een docuserie van BNNVARA die in 2018 werd uitgezonden. De serie werd gepresenteerd door Raven van Dorst en was tevens diens presentatiedebuut.
In de serie gaat de presentator op zoek naar welke rol gender en geslacht spelen in onze maatschappij. 

## Afleveringen
In de vier afleveringen komen de volgende onderwerpen aan bod:
- Bepaalt je lichaam of je mannelijk of vrouwelijk bent?
- Wat maakt een man mannelijk en een vrouw vrouwelijk?
- Bepaalt je geest je gender?
- Zijn we toe aan een 3e sekse in Nederland?